# Citi Open 2015 - Qualificazioni singolare femminile
Le qualificazioni del singolare femminile del Citi Open 2015 sono state un torneo di tennis preliminare per accedere alla fase finale della manifestazione. I vincitori dell'ultimo turno sono entrati di diritto nel tabellone principale. In caso di ritiro di uno o più giocatori aventi diritto a questi sono subentrati i lucky loser, ossia i giocatori che hanno perso nell'ultimo turno ma che avevano una classifica più alta rispetto agli altri partecipanti che avevano comunque perso nel turno finale.

## Teste di serie
1. An-Sophie Mestach (qualificata)
2. Elizaveta Kuličkova (ultimo turno)
3. Aljaksandra Sasnovič (ultimo turno)
4. Anhelina Kalinina (ultimo turno)

1. Eri Hozumi (primo turno)
2. Julia Glushko (qualificata)
3. Anastasija Rodionova (ritiro)
4. Stéphanie Foretz (primo turno)

## Qualificate
1. An-Sophie Mestach
2. Sanaz Marand

1. Naomi Broady
2. Julia Glushko

## Tabellone

### Legenda
| - Q = Qualificato - WC = Wild card - LL = Lucky loser | - ALT = Alternate - SE = Special Exempt - PR = Protected Ranking | - w/o = Walkover - r = Ritirato - d = Squalificato |

### Sezione 1
|  | Primo turno | Primo turno       | Primo turno   | Primo turno | Primo turno |  |  | Ultimo turno | Ultimo turno      | Ultimo turno      | Ultimo turno | Ultimo turno |  |
|  |             |                   |               |             |             |  |  |              |                   |                   |              |              |  |
|  | 1           | An-Sophie Mestach | 6             | 67          | 6           |  |  |              |                   |                   |              |              |  |
|  |             | Hiroko Kuwata     | 2             | 79          | 1           |  |  | 1            | An-Sophie Mestach | An-Sophie Mestach | 6            | 6            |  |
|  |             | Tamira Paszek     | Tamira Paszek | 6           | 6           |  |  |              | Tamira Paszek     | Tamira Paszek     | 2            | 1            |  |
|  | 5           | Eri Hozumi        | Eri Hozumi    | 1           | 1           |  |  |              |                   |                   |              |              |  |

### Sezione 2
|  | Primo turno | Primo turno         | Primo turno         | Primo turno | Primo turno |  |  | Ultimo turno | Ultimo turno        | Ultimo turno        | Ultimo turno | Ultimo turno |  |
|  |             |                     |                     |             |             |  |  |              |                     |                     |              |              |  |
|  | 2           | Elizaveta Kuličkova | Elizaveta Kuličkova | 6           | 6           |  |  |              |                     |                     |              |              |  |
|  |             | Alizé Lim           | Alizé Lim           | 3           | 2           |  |  | 2            | Elizaveta Kuličkova | Elizaveta Kuličkova | 69           | 6            |  |
|  |             | Sanaz Marand        | 6                   | 3           | 6           |  |  |              | Sanaz Marand        | Sanaz Marand        | 711          | 78           |  |
|  | Alt         | Arina Rodionova     | 4                   | 6           | 3           |  |  |              |                     |                     |              |              |  |

### Sezione 3
|  | Primo turno | Primo turno          | Primo turno          | Primo turno | Primo turno |  |  | Ultimo turno | Ultimo turno         | Ultimo turno         | Ultimo turno | Ultimo turno |  |
|  |             |                      |                      |             |             |  |  |              |                      |                      |              |              |  |
|  | 3           | Aljaksandra Sasnovič | Aljaksandra Sasnovič | 6           | 6           |  |  |              |                      |                      |              |              |  |
|  | WC          | Malkia Menguene      | Malkia Menguene      | 1           | 0           |  |  | 3            | Aljaksandra Sasnovič | Aljaksandra Sasnovič | 3            | 3            |  |
|  |             | Naomi Broady         | Naomi Broady         | 7           | 6           |  |  |              | Naomi Broady         | Naomi Broady         | 6            | 6            |  |
|  | 8           | Stéphanie Foretz     | Stéphanie Foretz     | 5           | 2           |  |  |              |                      |                      |              |              |  |

### Sezione 4
|  | Primo turno | Primo turno       | Primo turno     | Primo turno | Primo turno |  |  | Ultimo turno | Ultimo turno      | Ultimo turno      | Ultimo turno | Ultimo turno |  |
|  |             |                   |                 |             |             |  |  |              |                   |                   |              |              |  |
|  | 4           | Anhelina Kalinina | 6               | 64          | 7           |  |  |              |                   |                   |              |              |  |
|  |             | Lauren Embree     | 1               | 7           | 5           |  |  | 4            | Anhelina Kalinina | Anhelina Kalinina | 2            | 4            |  |
|  | WC          | Nika Kukharchuk   | Nika Kukharchuk | 3           | 2           |  |  | 6            | Julia Glushko     | Julia Glushko     | 6            | 6            |  |
|  | 6           | Julia Glushko     | Julia Glushko   | 6           | 6           |  |  |              |                   |                   |              |              |  |